# Nieuwerkerk aan den IJssel
Nieuwerkerk aan den IJssel és un antic municipi de la província d'Holanda del Sud, al sud dels Països Baixos. L'1 de gener del 2009 tenia 21.685 habitants repartits sobre una superfície de 18,47 km² (dels quals 1,18 km² corresponen a aigua).
El setembre de 2006, el 93% de la població va votar en referèndum dur a terme una fusió amb els municipis veïns de Moordrecht i Zevenhuizen-Moerkapelle en el nou municipi de Zuidplas. La fusió es va fer efectiva l'1 de gener de 2010.

## Centres de població
Groot Hitland, Klein Hitland, i Kortenoord.

## Ajuntament
- VVD 6 regidors
- PvdA 4 regidors
- CDA 3 regidors
- ChristenUnie/SGP 3 regidors
- Gemeentebelangen Nieuwerkerk (GBN) 3 regidors

### Burgmestres
| Període     | Nom                          | Partit |
| ----------- | ---------------------------- | ------ |
| 1850 - 1852 | M.E.G. van Lakerveld Blanken |        |
| 1852 - 1855 | C. van Vollenhoven           |        |
| 1857 - 1867 | M.E.G. van Lakerveld Blanken |        |
| 1867 - 1877 | J.E. de Voogt                |        |
| 1877 - 1882 | W.F. Smits                   |        |
| 1883 - 1899 | J.E. van Voorthuijsen        |        |
| 1899 - 1903 | M.D. Molenaar                |        |
| 1904 - 1917 | J. van der Meulen            |        |
| 1917 - 1923 | L.H.A. Würdemann             |        |
| 1923 - 1949 | F. Jas                       |        |
| 1949 - 1969 | J.C. Vogelaar                |        |
| 1969 - 1983 | C.H. van de Linde            |        |
| 1983 - 1988 | L.W.L.F. van Heugten         | VVD    |
| 1988 - 1995 | H.B. van der Goot            | VVD    |
| 1995 - avui | A.F. Bonthuis                | PvdA   |